# Moniteur d'auto-école en France
Le moniteur d'auto-école en France ou enseignant(e) de la conduite automobile et de la sécurité routière est chargé de former les futurs conducteurs à la conduite automobile et plus généralement à des comportements responsables et citoyens de sécurité. Il réalise également des actions de sensibilisation à la sécurité routière et de formation continue des conducteurs.

## Lieu d'exercice
L'enseignant(e) de la conduite automobile et de la sécurité routière est un salarié employé par :
- les exploitants des auto-écoles,
- les présidents des associations assurant des actions d'insertion par le permis de conduire,
- les dirigeants des centres de perfectionnement de la conduite ou les responsables d'entreprises dans le cadre d'actions de formation à la conduite et à la sécurité routière ou de sensibilisation menées en direction de leurs personnels.

L'enseignant de la conduite peut cumuler cette fonction avec celle d'exploitant d'auto-école dans les très petites auto-écoles (l'exploitant est seul à enseigner dans l'auto-école).

## Autorisation d'enseigner
Les candidats à l'enseignement de la conduite et la sécurité routière doivent obtenir une autorisation d’enseigner délivrée pour une durée de cinq ans par le préfet du département du lieu de résidence, et valable sur l’ensemble du territoire national.
Le candidat à l'enseignement de la conduite et la sécurité routière doit satisfaire aux exigences suivantes :
- Être âgé d’au moins vingt ans[2] ;
- Être titulaire du B.E.P.E.C.A.S.E.R. ou d’un titre équivalent[3] ;
- Être titulaire depuis deux ans au moins du permis de conduire de la catégorie B en cours de validité (l’obtention de l’autorisation d’enseigner la conduite des véhicules deux roues ou des véhicules du groupe lourd n'est désormais plus soumise à l’ancienneté de détention des catégories de permis correspondantes) ;
- Remplir les conditions d’aptitude physiques, cognitives et sensorielles requises pour la conduite des véhicules du groupe lourd (article R.221-11 du code de la route) ;
- Remplir les conditions de moralité (articles L.212-2 et R.212-4 du code de la route).

Le candidat à l'animation des stages de sensibilisation à la sécurité routière doit :
- soit être titulaire de l'autorisation d'enseigner la conduite et la sécurité routière ci-dessus et d'un diplôme complémentaire dans le domaine de la formation à la sécurité routière;
- soit être titulaire d'un diplôme permettant de faire usage du titre de psychologue et du permis de conduire dont le délai probatoire est expiré ;

et, dans les deux cas, être âgé d'au moins vingt-cinq ans et être titulaire d'une attestation de suivi de formation initiale à l'animation de stages de sensibilisation à la sécurité routière délivrée dans les conditions fixées par arrêté du ministre chargé de la sécurité routière.

## Qualités requises
L'exercice de cette profession requiert des compétences techniques spécialisées ainsi que des qualités humaines telles que l'écoute, l'ouverture aux autres, le sens des relations de confiance et la faculté d'adaptation à un public varié.

## Financement de la formation
Le coût des formations est très variable, selon les types de formation suivies (tronc commun et mentions). Certains candidats obtiennent une prise en charge partielle ou totale de leur formation, d’autres candidats assurent eux-mêmes le financement. Le tableau suivant recense les aides possibles.
| Situation du candidat                                        | Mode de financement          | Organisme financeur possible                                                  |
| ------------------------------------------------------------ | ---------------------------- | ----------------------------------------------------------------------------- |
| Demandeur d’emploi                                           | Financement total ou partiel | Fonds social du Pôle emploi                                                   |
| Demandeur d’emploi                                           | Financement total ou partiel | ANFA – Association nationale pour la formation automobile                     |
| Demandeur d’emploi                                           | Financement total ou partiel | FONGECIF de la région du candidat                                             |
| Demandeur d’emploi                                           | Financement total ou partiel | Conseil général du département du candidat                                    |
| Demandeur d’emploi                                           | Financement total ou partiel | Fonds social européen                                                         |
| Salarié souhaitant se perfectionner ou changer de profession | Financement par employeur    | ANFA – Association Nationale pour la Formation Automobile                     |
| Salarié souhaitant se perfectionner ou changer de profession | Financement par employeur    | FONGECIF de la région du candidat                                             |
| Salarié souhaitant se perfectionner ou changer de profession | Financement par employeur    | État (contacter le Pôle emploi)                                               |
| Profession libérale                                          |                              | Fonds interprofessionnel de formation des professionnels libéraux             |
| Chef d'entreprise                                            |                              | Association de gestion du financement de la formation des chefs d’entreprises |

## Base réglementaire
| Domaine                                | Acte                                    | Libellé |
| -------------------------------------- | --------------------------------------- | --- |
| Code de la route                       | Livre II - Titre Ier - Chapitre 2       | Enseignement à titre onéreux et animation de stages de sensibilisation à la sécurité routière. |
| Conditions d'exercice de la profession | Arrêté du 26 juin 2012                  | Autorisation d'animer les stages de sensibilisation à la sécurité routière |
| Conditions d'exercice de la profession | Décret n° 2009-1678 du 29 décembre 2009 | Enseignement de la conduite et à l'animation de stages de sensibilisation à la sécurité routière |
| Conditions d'exercice de la profession | Arrêté du 8 décembre 2008               | modifiant l'arrêté du 8 janvier 2001 relatif à l'autorisation d'enseigner, à titre onéreux, la conduite des véhicules à moteur et la sécurité routière |
| Conditions d'exercice de la profession | Arrêté du 8 janvier 2001                | Autorisation d'enseigner, à titre onéreux, la conduite des véhicules à moteur et la sécurité routière |
| Conditions d'exercice de la profession | Arrêté du 10 octobre 1991               | Conditions d'exercice de la profession d'enseignant de la conduite automobile et de la sécurité routière |
| Certifications du diplôme              | Arrêté du 31 août 2011                  | Enregistrement au répertoire national des certifications professionnelles. Enregistrement pour cinq ans, au niveau IV, sous l'intitulé "Enseignant de la conduite automobile et de la sécurité routière (BEPECASER)" avec effet au 27 août 2011, jusqu'au 7 septembre 2016.     |
| Certifications du diplôme              | Arrêté du 7 août 2008                   | portant enregistrement au répertoire national des certifications professionnelles. Enregistrement pour trois ans, au niveau IV, sous l'intitulé Enseignant de la conduite automobile et de la sécurité routière (BEPECASER), avec effet au 27 août 2008, jusqu'au 27 août 2011. |
| Certifications du diplôme              | Décret n° 2004-171 du 19 février 2004   | modifiant le décret n° 2002-616 du 26 avril 2002 relatif au répertoire national des certifications professionnelles. La validité du titre est prorogée jusqu’au 31 décembre 2006.                                                                                               |
| Certifications du diplôme              | Arrêté du 21 juin 2001                  | Homologation de titres et diplômes de l’enseignement technologique. Homologation du BEPECASER au niveau IV. |
| Certifications du diplôme              | Arrêté du 1er juin 2001                 | Exploitation des établissements assurant, à titre onéreux, la formation des candidats au BEPECASER. |
| Certifications du diplôme              | Arrêté du 26 mars 1998                  | Homologation de titres et diplômes de l’enseignement technologique. Homologation du BEPECASER au niveau V. |
| Certifications du diplôme              | Arrêté du 16 septembre 1991             | Homologation de titres et diplômes de l’enseignement technologique. Homologation sous l'intitulé 'Brevet pour l'exercice de la profession d'enseignant de la conduite automobile et de la sécurité routière (BEPECASER)', niveau V.                                             |
| Certifications du diplôme              | Arrêté du 2 septembre 1982              | Homologation de titres et diplômes de l’enseignement technologique. Homologation sous l'intitulé 'Certificat d'aptitude professionnelle à l'enseignement à la conduite (CAPEC)'.                                                                                                |